# Églazines
Églazines je v současné době již neobývaná samota  sestávající z pěti domů nalézající se na úbočí Causse de Saveterre nedaleko od městečka Le Rozier ve francouzském departementu Lozère.
Samota byla založena u vodního pramene pod skalním převisem a je přístupná po horském turistickém chodníku vedoucím z obce Liacous do Saint Rome de Dolan, případně je možno zaparkovat automobil na malém parkovišti pod samotou na silnici z Le Rozier do Les Vignes a k samotě vystoupat cca 250 výškových metrů po původním přístupovém chodníku.
Églazines byla obydlena asi do konce 60 let 20. století, poslední obyvatelkou byla 80letá žena, která zde žila se svými kozami.

## Galerie

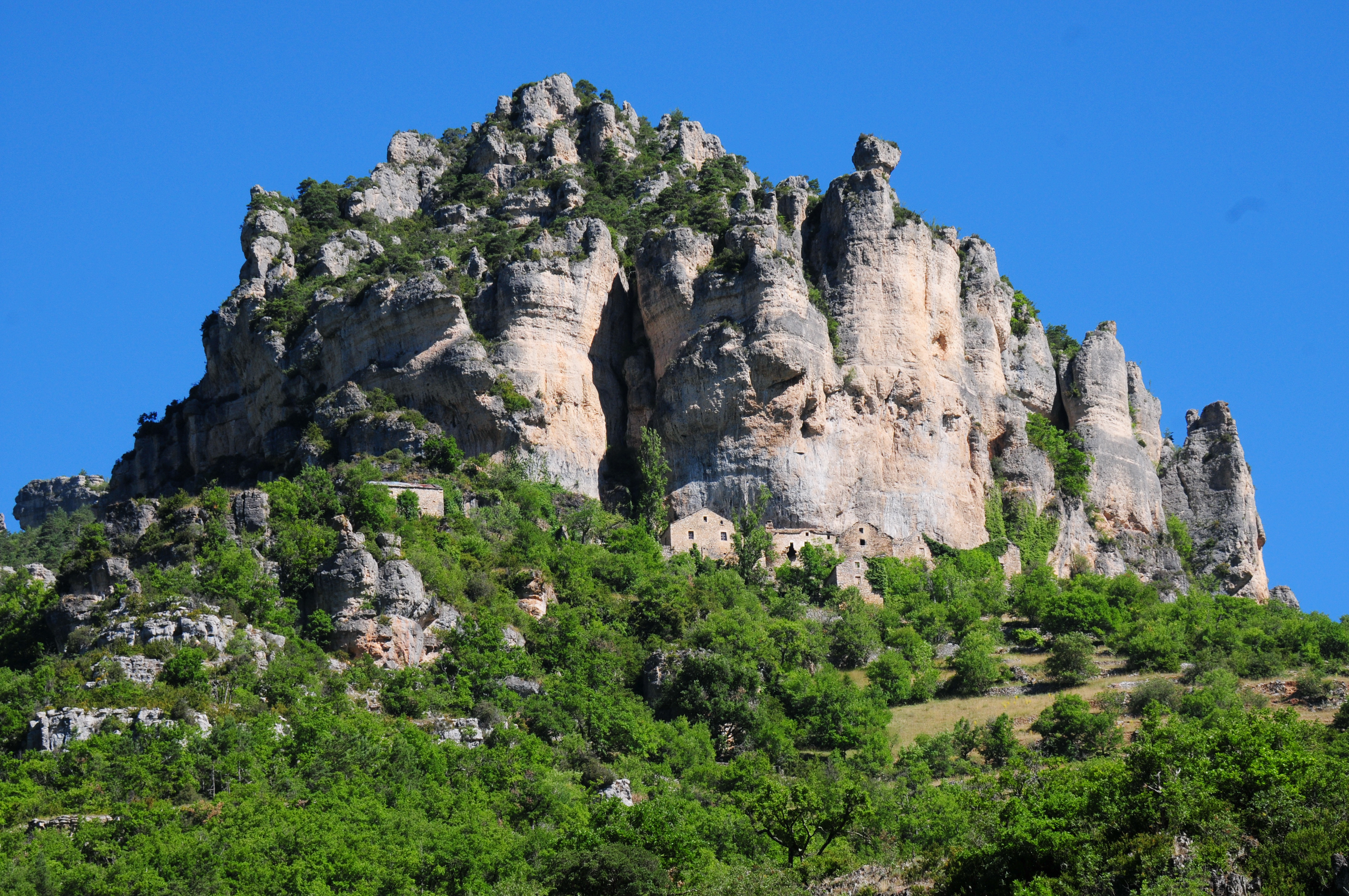
pohled na samotu Églazines
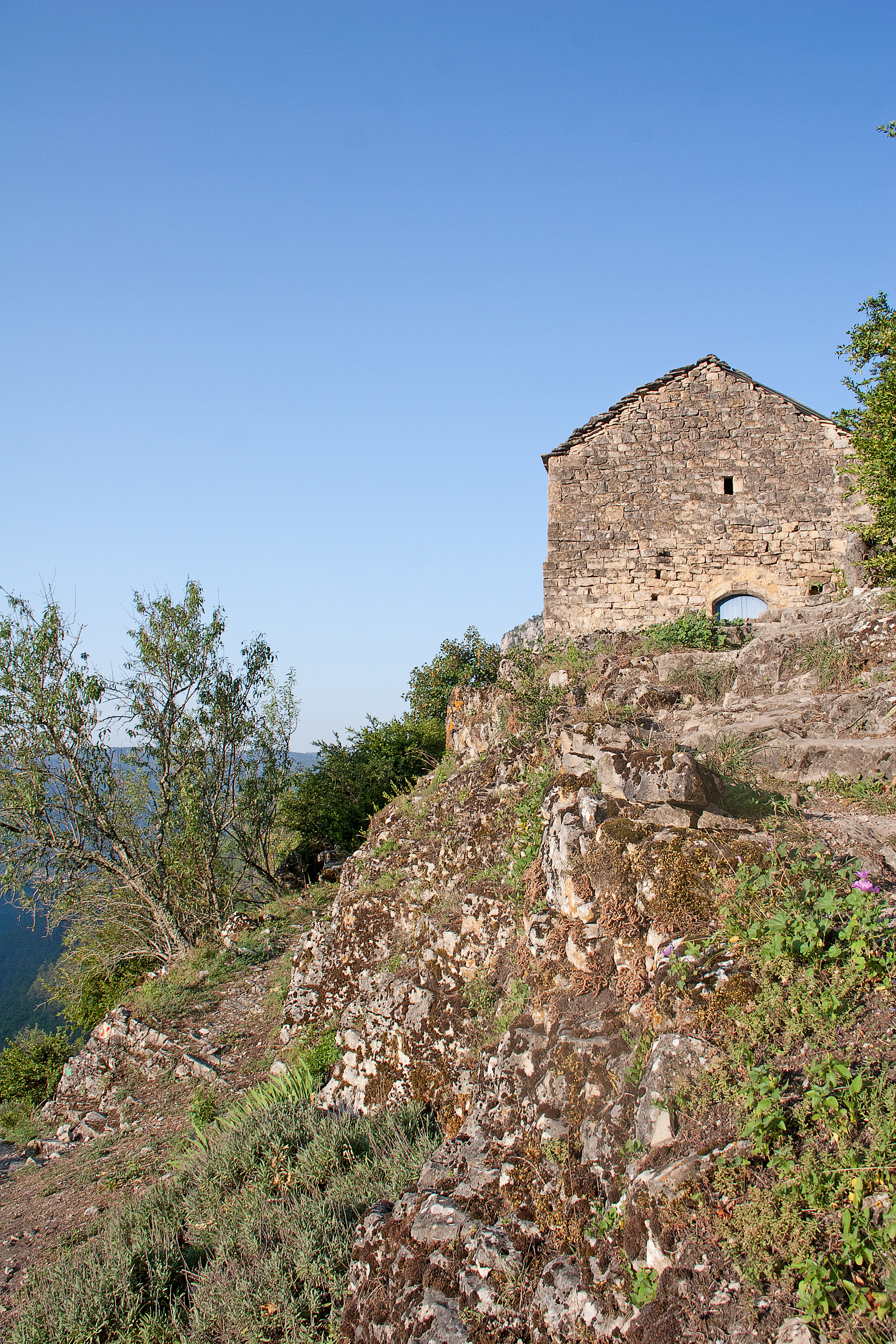
pohled na samotu Églazines
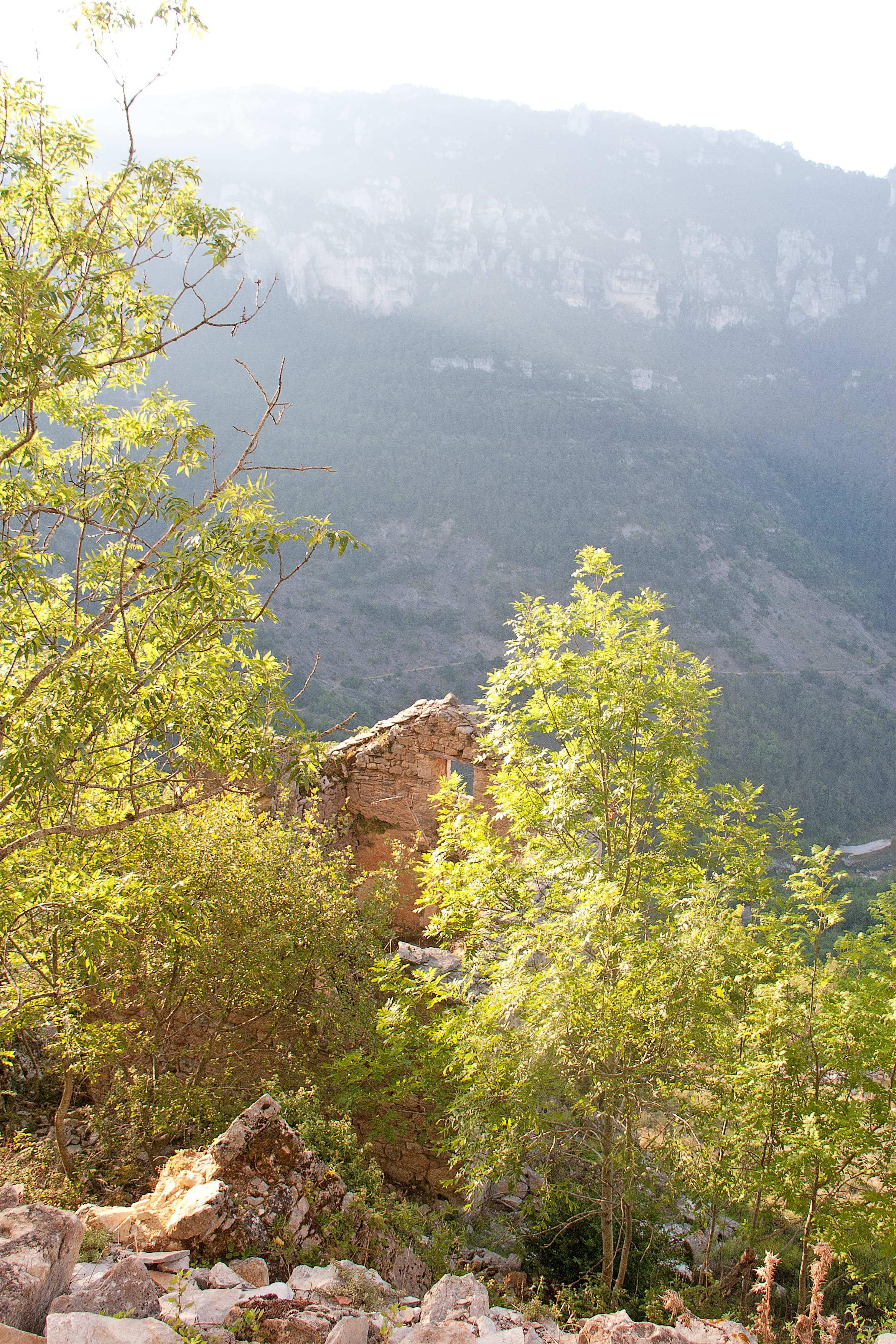
pohled na samotu Églazines
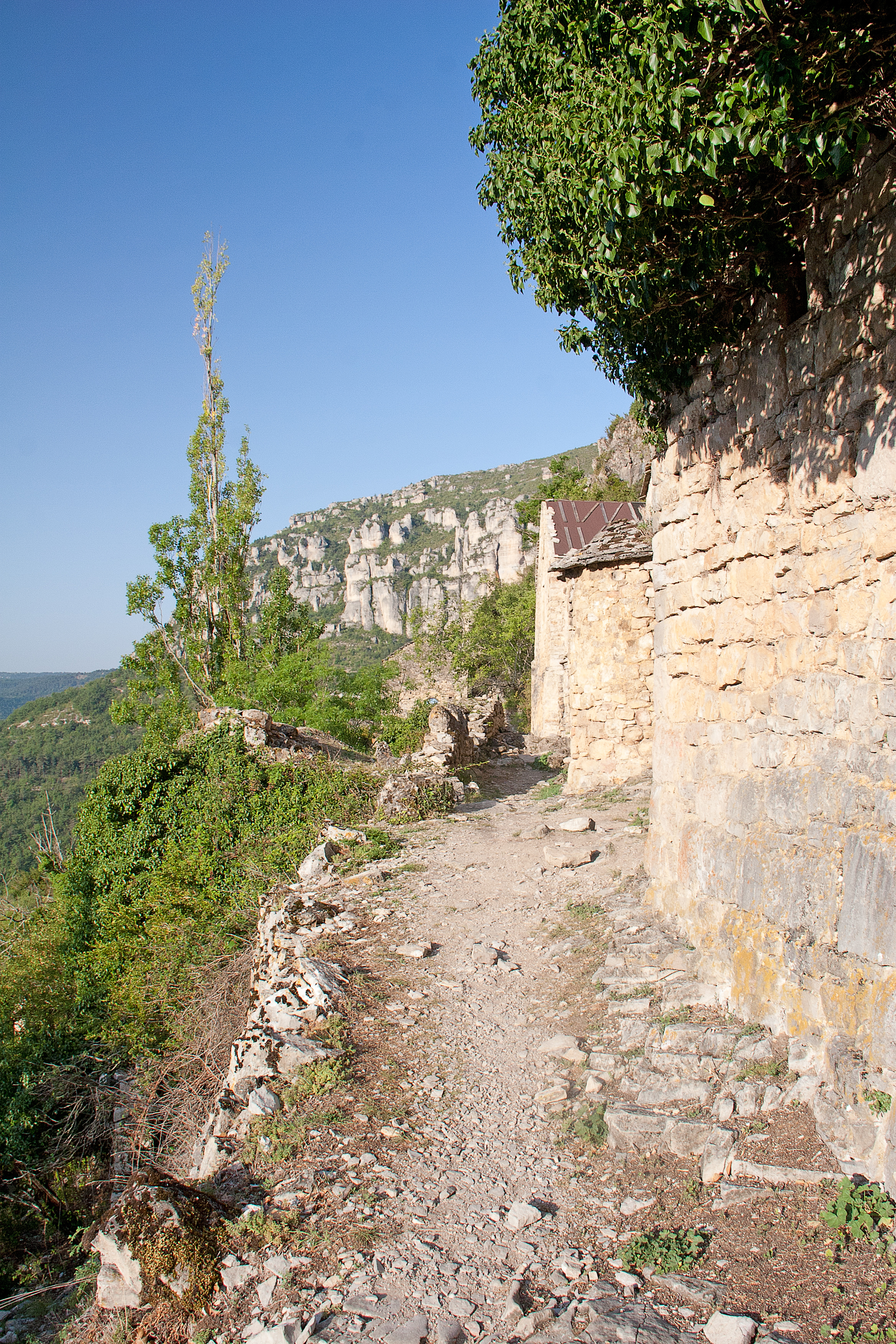
pohled na samotu Églazines
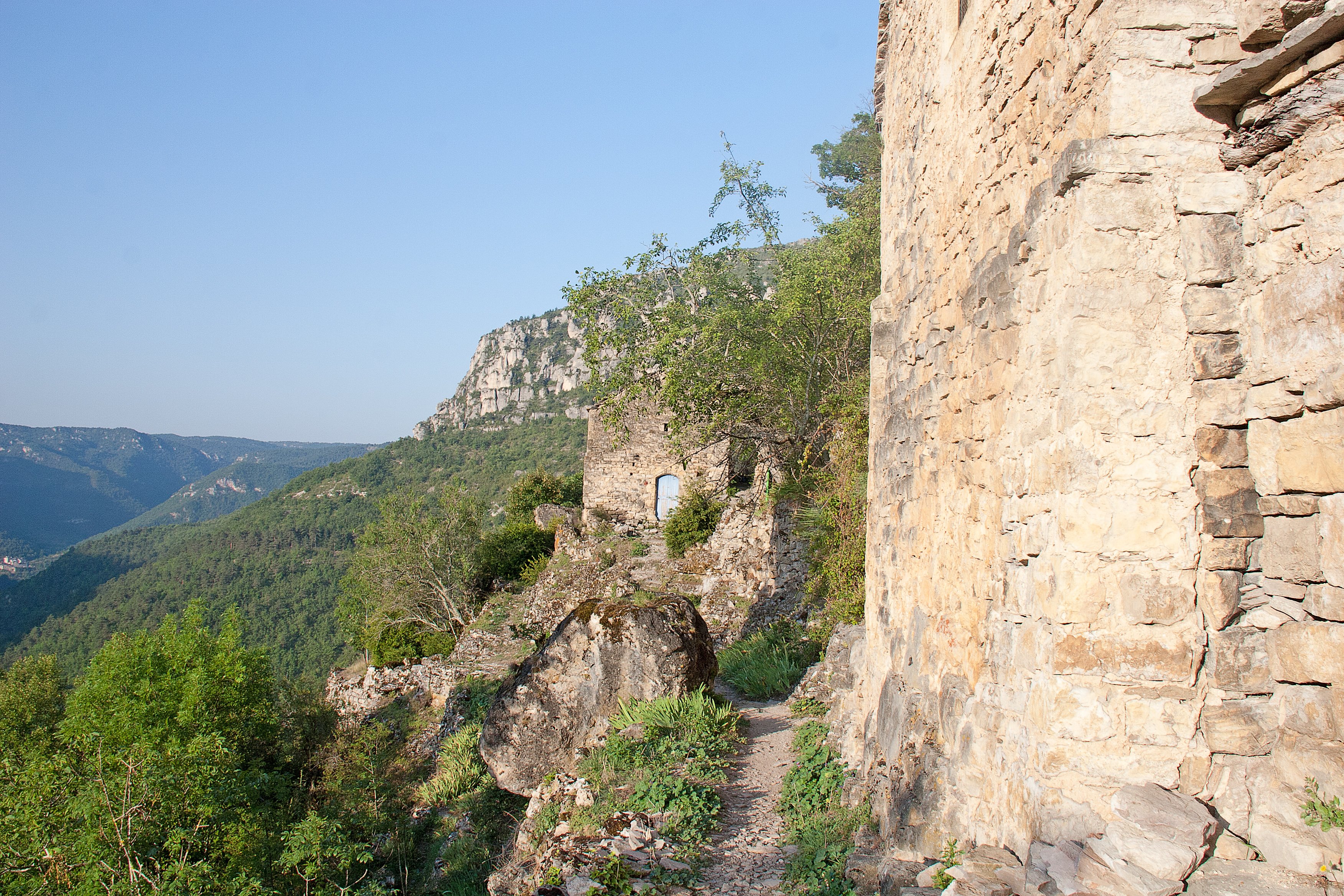
pohled na samotu Églazines
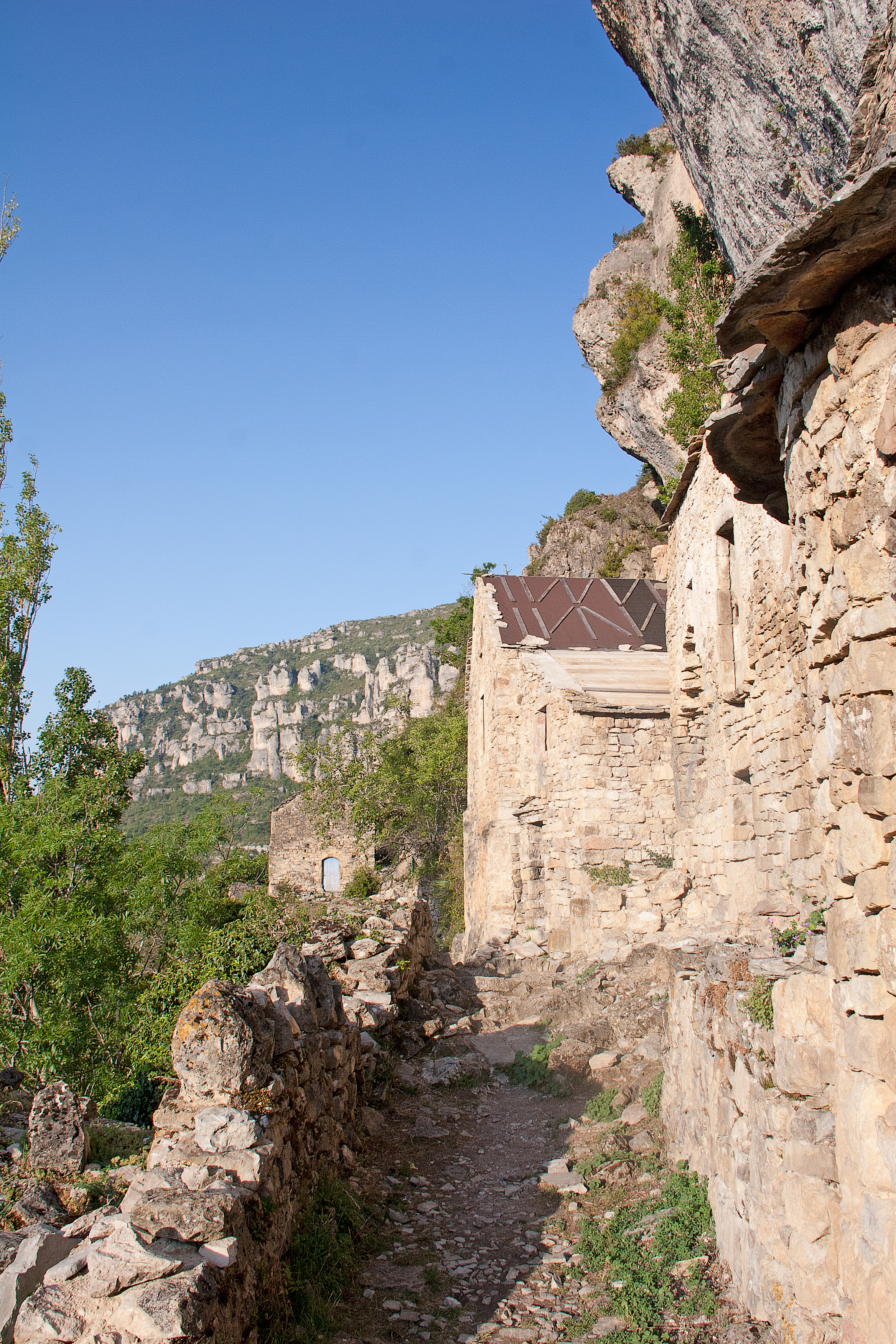
pohled na samotu Églazines